# Сен-Леонар (озеро)
Сен-Леонар (фр. Lac souterrain de Saint-Léonard) — самое большое естественное подземное озеро в Европе. Расположено на территории коммуны Сен-Леонар, в швейцарском кантоне Вале. Площадь поверхности — 0,006 км². Высота над уровнем моря — 509 м.
Общая длина пещеры, в которой расположено озеро — 300 м, самого озера — 260 м, средняя ширина — 14 м, максимальная — 29 м. Температура воды постоянна и равна 11 °C, воздуха — 15 °C. Толщина свода увеличивается от 30 м возле входа до 70 м в глубине грота.

## История
Хотя письменных источников, свидетельствующих об этом, не существует, местным жителям была давно известна пещера в горах, наполненная водой. Виноделы использовали холодную подземную воду для охлаждения своих напитков. Озеро было впервые исследовано спелеологами под руководством Жан-Жака Питара (фр. Jean-Jacques Pittard) в 1943 году. Они пересекли его на надувной лодке и высадились на противоположном от входа берегу. В следующем году была сделана полная топографическая съёмка пещеры.
До 1946 года уровень воды был значительно выше, чем в настоящее время, расстояние от поверхности воды до свода пещеры составляло всего 50 см. Во время землетрясения 25 января 1946 года магнитудой 5,6, в пещере появились новые трещины, через которые часть воды ушла из озера, что привело к понижению уровня. Со временем трещины были закупорены частицами глины и гипса, растворёнными в воде.
Начиная с 1949 года, озеро открыто для посетителей с середины марта по конец октября. Получасовая экскурсия проводится на английском, французском, немецком и итальянском языках.
В 2000 году валун весом около 2 тонн обрушился с потолка пещеры. Геологическое обследование показало, что своды пещеры нестабильны и существует риск обрушения. Озеро было закрыто для посещения. В это время проводились работы по укреплению сводов. Озеро осушили, был построен специальный лифт, с помощью которого на дно пещеры опускалась строительная техника. Стены были укреплены специальными болтами и 16 июня 2003 года подземное озеро вновь открылось для посетителей.

## Геология
Горы, в которых расположена пещера, состоят из пород каменноугольного периода — сланцев, графита, кварцита. Пещера образовалась в пласте гипса в триасовом периоде, то есть около 240 млн лет назад.
- Центральная часть: гипс и ангидрит с большим количество включений других минералов и примесей: осадочный туф, травертин, ячеистый известняк[нем.], гнейс, гранит, антрацит, железо, известковый шпат, доломит, кварцит, кварц и соль.
- Северная стена: слюдяные графитизированные сланцы каменноугольного периода.
- Южная стена: мрамор[5].

## Флора и фауна
Флора и фауна грота Сен-Леонар крайне скудны.

### Фауна
В пещере обитает небольшая колония летучих мышей, которая увеличивается на время зимней спячки — с ноября по март. Предположительно, это нетопыри-карлики. Для контроля за состоянием вод в озеро была выпущена популяция форели, насчитывающая около сотни рыб разных видов, в том числе радужная форель и озёрная форель (подвид fario). Популяция зависит от кормления людьми и, рост популяции затруднён из-за каннибализма. Средняя продолжительность жизни рыб — 8 лет, за это время они достигают длины 70 см и веса 4 кг. Возле входа живут различные насекомые, которые постепенно проникают вглубь пещеры.
Первоначальные обитатели грота:
- Лёгочные улитки — Clausilia plicatula,
- Коллемболы — Folsomia candida var. distincta; Heteromurus nitidus; Sinella coeca,
- Жесткокрылые — Atheta subcavicola,
- Рукокрылые — Rhinolophus f. ferrumequinum.

### Флора
Вокруг осветителей можно увидеть несколько полосок мха зелёного и медного цветов.